# Paolo Gucci
Paolo Gucci (ur. 29 marca 1931 we Florencji, zm. 10 października 1995 w Londynie) – włoski biznesman i projektant mody. Był niegdyś głównym projektantem i wiceprezesem Gucci. Przypisuje mu się udział w zaprojektowaniu podwójnego logo Gucci.

## Życiorys

### Młodość i kariera
Urodził się 29 marca 1931 roku we Florencji jako syn Aldo Gucciego i Olwen Prince; był wnukiem Guccio Gucciego, założyciela domu mody Gucci. W latach 60. XX wieku był głównym projektantem marki Gucci. W 1978 roku jego ojciec mianował go wiceprezesem Gucci.
W 1980 roku potajemnie założył własną firmę pod nazwą Gucci, nie mówiąc o tym ani ojcu, ani wujowi Rodolfo. Jego ojciec i wuj na wieść o tym wydarzeniu wyrzucili go z Gucci we wrześniu 1980 roku. Ponadto jego ojciec Aldo pozwał go, grożąc odcięciem każdego dostawcy Gucci, który podpisał kontrakt z Paolem.
W 1984 roku biznesmen, szukając zemsty, doprowadził do usunięcia swojego ojca Aldo z firmy. Udało mu się to dzięki pomocy swojego kuzyna Maurizio Gucciego, który przedtem został większościowym udziałowcem. Ponadto Paolo doniósł IRS, że jego ojciec uchyla się od płacenia podatków. W 1986 roku Aldo został skazany na rok i jeden dzień więzienia za uchylanie się od płacenia podatków. W 1987 roku sprzedał wszystkie swoje udziały w Gucci firmie Investcorp za 42,5 miliona dolarów. Życie ponad stan i błędne decyzje biznesowe doprowadziły go w 1993 roku do bankructwa.

### Życie prywatne
W 1952 roku ożenił się z Yvonne Moschetto, z którą miał dwie córki: Elisabettę i Patrizię. Ich małżeństwo rozpadło się i w 1977 roku poślubił brytyjską bywalczynię salonów, Jenny Garwood, z którą miał córkę, Gemmę. W 1990 roku rozstał się z Garwood po romansie z dziewiętnastoletnią Penny Armstrong. Razem z nią miał dwójkę dzieci: Alyssę i Gabriele. W 1994 spędził pięć tygodni w więzieniu za niepłacenie alimentów swojej drugiej żonie Jenny Garwood i ich córce. Paolo Gucci zmarł w Londynie 10 października 1995 roku w wieku 64 lat na przewlekłe zapalenie wątroby w trakcie postępowania rozwodowego.